# Rio-Andirrio-Brücke
Die Rio-Andirrio-Brücke (griechisch Γέφυρα Ρίου-Αντιρρίου Géfyra Ríou-Andirríou) oder offiziell Charilaos-Trikoupis-Brücke (Γέφυρα Χαρίλαος Τρικούπης) ist eine Straßenbrücke in Griechenland über die Meerenge von Rio-Andirrio (Στενό Ρίου-Αντιρρίου), die den Eingang zum Golf von Korinth bildet. Sie wurde 2004 eröffnet und verbindet Andirrio am Nordufer mit Rio auf dem Peloponnes, acht Kilometer östlich von Patras. Sie erregte Aufsehen, weil es lange für unmöglich gehalten wurde, eine Brücke in einem Erdbebengebiet über eine 2,5 km breite und 65 m tiefe Meerenge ohne stabilen Boden zu bauen.

## Beschreibung

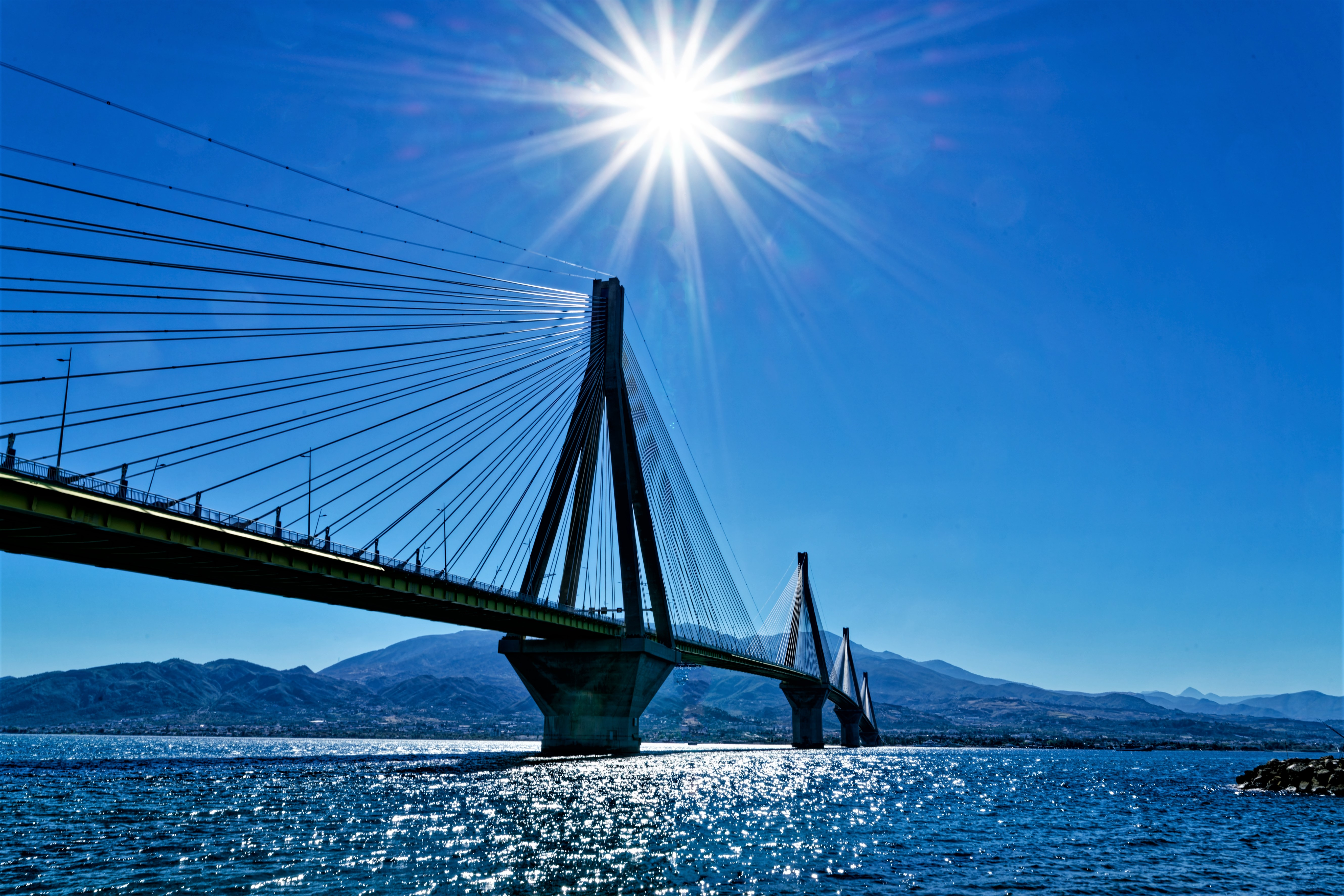

Die von vier Pylonen getragene Schrägseilbrücke mit fächerförmigen Seilanordnungen hat in jeder Richtung zwei Fahrbahnen mit einer Standspur sowie einen Fußgänger- und Radfahrerweg außerhalb der Seilbefestigungen.

Die Maße der Brücke

Die insgesamt 2883 m lange Brücke besteht aus der 2252 m langen Hauptbrücke über dem Meer, der 392 m langen Rampenbrücke für die Zufahrt bei Río sowie der 239 m langen Rampenbrücke bei Andírrio. Die Hauptbrücke hat Stützweiten von 286 m, dreimal 560 m und 286 m. Die beiden mittleren Pylone sind insgesamt 230 m hoch, sie stehen in 65 m tiefem Wasser und erheben sich weitere 164 m über den Meeresspiegel. Die beiden äußeren Pylone stehen in etwas weniger tiefem Wasser und erreichen eine Höhe von 141 m über dem Meeresspiegel. Das Brückendeck erhält dadurch eine die ganze Meerenge überspannende Wölbung nach oben. Die mittlere Durchfahrt hat eine lichte Höhe von 52 m. Auf der Basis der Länge der Hauptbrücke ist sie die zweitlängste Schrägseilbrücke der Welt (nach dem 2460 m langen Viaduc de Millau).

## Technische Einzelheiten
Die fast 2,5 km breite und meist etwa 65 m tiefe Einfahrt zum Golf von Korinth weist geologisch äußerst schwierige Verhältnisse auf. Auch 100 m unter dem Meeresboden wurde kein tragfähiger Fels angetroffen, der Boden besteht vielmehr aus Sand, Schluff und Tonen. Die Einfahrt liegt über einer tektonischen Bruchzone, die den Peloponnes pro Jahr um mehrere Millimeter vom griechischen Festland entfernt und zahlreiche Erdbeben verursacht. Die Einfahrt ist außerdem für häufige Stürme bekannt und hat regen Schiffsverkehr.
Die Planung musste daher folgenden Kriterien und Lastannahmen entsprechen:
- Gründung in 65 m Wassertiefe auf nicht tragfähigem Boden;
- Erdbeben der Stärke 7 auf der Richterskala;
- tektonische Verschiebungen der Pfeiler bis zu 2 m in jegliche Richtung im Laufe der geplanten Lebensdauer der Brücke von 120 Jahren;
- Anprall eines unbeladenen 180.000 tdw Tankers mit 16 Knoten;
- Anprall eines beladenen 80.000 tdw Schüttgutfrachters mit 16 Knoten;
- Windgeschwindigkeiten am Fahrbahndeck von 180 km/h (50 m/s), was bedeutet, dass Windkanaltests die Flatterstabilität des Decks bis zu Windgeschwindigkeiten von 266 km/h (74 m/s) nachweisen müssen.[3][4]

Eine Gründung der Brücke mit den herkömmlichen Mitteln des Tiefbaus schied bei der Wassertiefe aus; es musste auf die beim Bau von Off-shore-Bohrplattformen angewendeten Techniken zurückgegriffen werden. Zunächst wurde der Boden an den für die Pylone vorgesehenen Stellen stabilisiert, indem jeweils auf einer Kreisfläche von über 100 m Durchmesser bis zu 30 m lange Stahlrohre mit einem Durchmesser von 2 m im Abstand von jeweils 7 m eingerammt wurden. Auf jeder Kreisfläche wurden auf diese Weise ca. 200 Rohre eingebracht, die trotz der Ähnlichkeiten nicht die Funktion einer Bohrpfahlgründung, sondern lediglich die der Bodenstabilisierung haben. Die Kreisflächen wurden dann mit einer 2,75–3,00 m starken Schicht aus Gesteinskörnungen (10/80) bedeckt, die exakt auf die vorgegebene Höhe eingeebnet wurde – in 65 m Tiefe eine neue Herausforderung. Diese Schicht soll den Pylonen im Fall von Erdbeben als Gleitlager dienen und vermeiden, dass heftige seitliche Stöße auf die Pylone übertragen werden.
Auf diesem Gleitlager ruht der Fuß des Pylons, der keinerlei feste Verbindung zum Untergrund hat. Es handelt sich um eine runde Betonkonstruktion mit 90 m Durchmesser, die aus einer ebenen Bodenplatte, 9–13,5 m hohen Seitenwänden und einem konisch zur Mitte hin ansteigenden Deckel besteht. Die Konstruktion ist innen durch Ringwände und radial verlaufende Zwischenwände versteift. Dabei wurde Stahlbeton mit einem Stahlanteil von 300 kg/m³ verwendet.
Diese runde Betonkonstruktion trägt den Pfeiler, der in seinem unteren Teil ein rundes, konisch zulaufendes Profil mit Durchmessern von 38–26 m hat. An der Wasseroberfläche geht er in einen senkrechten, achteckigen Pfeiler über, der sich unter der Fahrbahnplatte zu einer umgekehrten, ungefähr 15 m hohen Pyramide ausweitet, die in dem quadratischen Träger des Überbaus endet, der eine Seitenlänge von 38 m hat. Diese umgekehrte Pyramide ist bautechnisch der schwierigste Abschnitt des Pfeilers. Der Beton hat hier einen Stahlanteil von 475 kg/m³, örtlich sogar 700 kg/m³. Die Ecken dieses Quadrates dienen als Basis für die vier Beine des oberen Teils des Pylons, die aus 4 × 4 m breiten Hohlkästen bestehen und sich in Form eines A in einer hohen Spitze vereinigen, in der eine große Metallbox mit den Seilverankerungen untergebracht ist.
Das 27,2 m breite und 2,82 m hohe Brückendeck wird von insgesamt 368 Stahlseilen gehalten. Jeder Fächer auf jeder Seite besteht somit aus 23 Seilen, die Längen zwischen 77 und 293 m haben. Die Seile sind knapp über ihrer Verankerung am Fahrbahndeck mit Dämpfern ausgestattet, die bei einem Erdbeben unkontrollierte Schwingungen verhindern sollen.
Das Brückendeck ist ein Verbundsystem aus einem Stahlrahmen mit zwei 2,20 m hohen Längsträgern und alle 4 m eingefügten Querstreben sowie einer Stahlbetonplatte für die Fahrbahn. Das Brückendeck ist eine über seine volle Länge von 2252 m ohne Unterbrechungen durchgehende Konstruktion. Das Deck liegt nicht auf den Pfeilern auf, sondern hängt allein an den Seilen. Damit es nicht von seitlichen Winden gegen die Beine der Pylone gedrückt wird, sind die Dämpferelemente blockiert. Die Blockierringe sollen bei einem großen Erdbeben aber abbrechen, so dass die gesamte Fahrbahnplatte schwingen und dadurch die Bewegungen der Pylone ausgleichen kann. Zwischen den Enden des Brückendecks und den Zufahrtsrampen wurden außerordentlich große Bewegungsfugen vorgesehen, die nicht nur die enorme Wärmeausdehnung des langen Brückendecks, sondern auch tektonische Verschiebungen aufnehmen können. Die dafür entwickelten Übergangskonstruktionen sind derzeit die größten ihrer Art.
Die Brücke ist mit zahlreichen Sensoren und Messgeräten ausgestattet, die äußere Einflüsse auf die Brücke und ihren Zustand erfassen und die Daten an die Überwachungsstelle weiterleiten. Dabei sollen Erdbeben so früh wie möglich erkannt und die Brücke gegebenenfalls automatisch für den Verkehr gesperrt werden.

## Einzelne Aspekte der Bauphase
Um die Stahlrohre in den Meeresboden rammen zu können, wurde eine Barge zu einer Tension-leg-Plattform umgebaut, die mit Stahltrossen in der richtigen Position gehalten wurde, die an 750 t schweren Betonblöcken auf dem Meeresboden befestigt waren. Die Plattform wurde mit einem 140 t Kran ausgestattet, mit dem die Ramme bedient wurde.
Da der Bau der Pfeiler nicht in 65 m tiefem Wasser beginnen konnte, wurden je zwei Pfeilerfüße zunächst in einem Trockendock neben der Brücke betoniert, wobei der hohe Baukran auf die Mitte der Bodenplatte gestellt wurde. Die Füße wurden schwimmfähig, sobald der Deckel und der erste Ansatz des aufgehenden Pfeilers hergestellt waren. Sie wurden dann an eine ruhige Stelle im Meer geschleppt und weiter gebaut, bis sie die zum Absenken notwendige Höhe erreicht hatten. Dann wurden sie an ihre endgültige Position geschleppt, auf ihr Splittbett am Meeresboden abgesenkt und anschließend endgültig fertiggestellt. Der Kran in der Mitte der Pfeiler wurde herausgehoben, sobald mit den vier schrägen Beinen des Oberteils begonnen wurde, und auf dem quadratischen Träger außerhalb der Beine neu aufgestellt. Die große Metallbox mit den Seilverankerungen wurde im Baustellenbereich an Land zusammengeschweißt und von einem Schwimmkran als Ganzes an die Spitze des Pylons gehoben. Die Schlepper und der Schwimmkran wurden von dem niederländischen Unternehmen Smit gestellt.
Das Brückendeck wurde aus vorgefertigten, 12 m langen Segmenten gebaut, die ebenfalls von dem Schwimmkran in Position gebracht und von einer eigens gefertigten Befestigungsapparatur gehalten wurden, bis sie dauerhaft mit dem bereits eingebauten Brückendeck und den Spannseilen verbunden waren.

## Baugeschichte

### Erste Ideen
Die Idee einer Verbindung über das westliche Ende des Golfs von Korinth stammt aus dem Jahr 1880 vom damaligen griechischen Ministerpräsidenten Charilaos Trikoupis (griechisch: Χαρίλαος Τρικούπης). Er brachte bereits im Jahre 1880 im griechischen Parlament den Vorschlag ein, bei Patras eine Brücke über den Golf zu bauen. Der Verwirklichung dieser Vision standen jedoch von Anfang an große technische Schwierigkeiten im Weg. Dennoch beauftragte Trikoupis im Jahre 1889 (dem Jahr, in dem in Schottland die Firth-of-Forth-Eisenbahnbrücke fertiggestellt wurde) griechische Ingenieure mit der Untersuchung der Möglichkeiten für den Bau einer Brücke von Rio nach Andirrio. Obwohl den damaligen Technikern Möglichkeiten wie Sondierungen auf dem Meeresgrund oder seismische Aufzeichnungen der tektonischen Aktivitäten nicht bekannt und somit die tatsächlichen Schwierigkeiten nicht in vollem Umfang bewusst waren, mussten sie vor den örtlichen Gegebenheiten kapitulieren. Der Golf von Korinth hat an seiner engsten Stelle immerhin noch eine Breite von zirka 2,5 km und das Wasser ist bis zu 65 Meter tief. Außerdem gibt es bei Patras sehr starke Strömungen, und es kommt in der Region immer wieder zu Erdbeben und heftigen Stürmen. Nach damaligem Stand der Technik war daher an den Bau einer Brücke nicht zu denken, und die Ingenieure mussten dem Ministerpräsidenten das enttäuschende Ergebnis ihrer Untersuchungen mitteilen. Die Idee verschwand für über 100 Jahre in den Schubladen.
Noch 1992 kam die griechische Ingenieurkammer in einer erneuten Untersuchung zu dem Ergebnis, der Bau einer Brücke an dieser Stelle sei nahezu unmöglich. Die Expertise hatte neben den schon bekannten Problemen weitere Schwierigkeiten aufgezeigt. Das größte Hindernis waren die völlig unzureichenden Gründungsverhältnisse auf dem Meeresboden. Der gesamte Untergrund besteht aus Sand, Schlick und Geröll, und selbst bei Bohrungen bis in über 100 Meter Tiefe konnte kein ausreichend tragfähiger Fels gefunden werden. Die seismischen Aktivitäten wurden näher untersucht und gaben ebenfalls wenig Anlass für Optimismus: Innerhalb von 100 Jahren hatte es sieben Beben der Stärke 4,5 gegeben, und außerdem driftet der Peloponnes jedes Jahr um mehrere Millimeter vom Festland weg. Bei einem heftigen Beben könnte sich der Abstand im Extremfall um ein bis zwei Meter vergrößern. Ein weiteres Problem war der seit der ersten Untersuchung stark angewachsene Schiffsverkehr, der für die Brücke eine Höhe von über 50 Metern und eine große Spannweite erforderte.
Trotz des negativen Urteils der griechischen Ingenieurkammer war die Vision vom Bau der Brücke nun aber nicht mehr zu stoppen. Allerdings musste auf Grund der besonderen Schwierigkeiten nach völlig neuen, ungewöhnlichen Lösungen und Konstruktionsweisen gesucht werden. Die Charilaos-Trikoupis-Brücke wurde daher ein technisch äußerst interessantes und innovatives Bauwerk, bei dem in vielen Details Neuland betreten wurde.

### Ausschreibung, Vergabe und Vertragsstruktur
1992 wurde das Projekt im Rahmen eines Betreibermodells auf der Grundlage einer Konzession des griechischen Staates über 42 Jahre ausgeschrieben. Es war das erste Konzessionsprojekt des griechischen Staates. Der Konzessionsnehmer sollte die Brücke in den ersten sieben Jahren planen und bauen und in den folgenden 35 Jahren betreiben und instand halten. Da die zukünftigen Einnahmen aus der Brückenmaut nicht ausreichten, um die Brücke zu finanzieren, war neben einer Anschubfinanzierung durch Griechenland auch ein Kredit der Europäischen Investitionsbank erforderlich, die sich aber nicht an den Baurisiken beteiligen wollte. Das 1993 abgegebene Angebot des französischen Konzerns Vinci war erfolgreich.
Nach äußerst komplexen Verhandlungen wurde am 3. Januar 1996 der Konzessionsvertrag zwischen dem griechischen Staat und der eigens für dieses Projekt gegründeten französisch-griechischen Gesellschaft Gefyra S.A. unterzeichnet, der nach dem Abschluss der Finanzierungsverträge schließlich am 24. Dezember 1997 in Kraft trat.
Die fast zwei Jahre lange Phase zwischen der Vertragsunterzeichnung und dem Inkrafttreten wurde von den Ingenieuren genutzt, um das Projekt nochmals mit außenstehenden Experten zu diskutieren und zu überprüfen, was zu einigen grundlegenden Änderungen führte.
An der Konzessionsgesellschaft Gefyra S.A. sind Vinci mit 57,45 % und die griechischen Firmen Aktor Concessions mit 22,02 %, J&P AVAX mit 12,14 % und Athena mit 8,39 % beteiligt. Die Gefyra S.A. beauftragte das ebenfalls für das Projekt gegründete Joint Venture Kinopraxia Gefyra (Vinci Construction Grands Projets 53,00 %; AKTOR 15,48 %; J&P AVAX 11,20 %; Athenas 7,74 %; Proodeytiki 7,74 %; Pantechniki 4,84 %) mit der Planung und dem Bau der Brücke. Die Gefyra Litourgia S.A. (mit den gleichen Gesellschaftern wie die Gefyra S.A.) wurde von ihr mit dem Betrieb, der Wartung und Instandhaltung der Brücke beauftragt.

### Konzeption und Planung
Die Konzeption des Projekts und seine Ingenieurplanung erfolgte durch Vinci Construction Grands Projets und zum Konzern gehörende Firmen wie Freyssinet International. Vinci arbeitete dabei eng zusammen mit den Ingenieurbüros Ingerop, Géodynamique & Structures und Domi (Griechenland) und zahlreichen anderen Experten. Berdj Mikaëlian aus dem Büro Ingerop war als Architekt für die äußere Gestalt der Brücke verantwortlich.
Als Design Checker, also als unabhängiger Prüfingenieur, wurde das kanadische Ingenieurbüro Buckland & Taylor Ltd. aus Vancouver beauftragt, das durch eine Reihe amerikanischer Spezialisten verstärkt wurde. Als Supervision Engineer, also mit der Bauüberwachung wurde das britische Büro Faber Maunsell Limited beauftragt. Beide hatten nicht nur ihrem Auftraggeber Gefyra S.A. zu berichten, sondern auch den griechischen Staat und die beteiligten Banken zu überzeugen, dass das Projekt ordnungsgemäß geplant und ausgeführt wurde.

### Bauzeit
Der erste Spatenstich erfolgte am 19. Juli 1998 durch den griechischen Ministerpräsidenten Konstantinos Simitis. Im Juni 2004 wurde das letzte Segment des Brückendecks eingesetzt. Die Kosten des Projekts beliefen sich auf 771 Millionen Euro. Die Brücke wurde am 7./8. August 2004 offiziell mit einer großen Zeremonie und einem Feuerwerksspektakel eingeweiht – rechtzeitig vor den am 13. August beginnenden Olympischen Spielen, aber gut vier Monate vor dem vertraglichen Fertigstellungstermin. Während dieser Feier trugen als Fackelläufer Otto Rehhagel, der Trainer der griechischen Fußballnationalmannschaft, Irena Szewińska, die polnische Olympiasiegerin, und Stratos Apostolakis, Trainer der griechischen Fußballmannschaft für die Olympischen Spiele, das olympische Feuer über die Brücke. Am 12. August wurde die Brücke für den Verkehr freigegeben.
Auf der Baustelle waren in der Spitze bis zu 1200 Personen gleichzeitig tätig. Trotzdem gab es bei den Arbeiten bis in 165 m Höhe während der fünfjährigen Bauzeit keinen einzigen schweren Unfall mit bleibenden körperlichen Schäden.

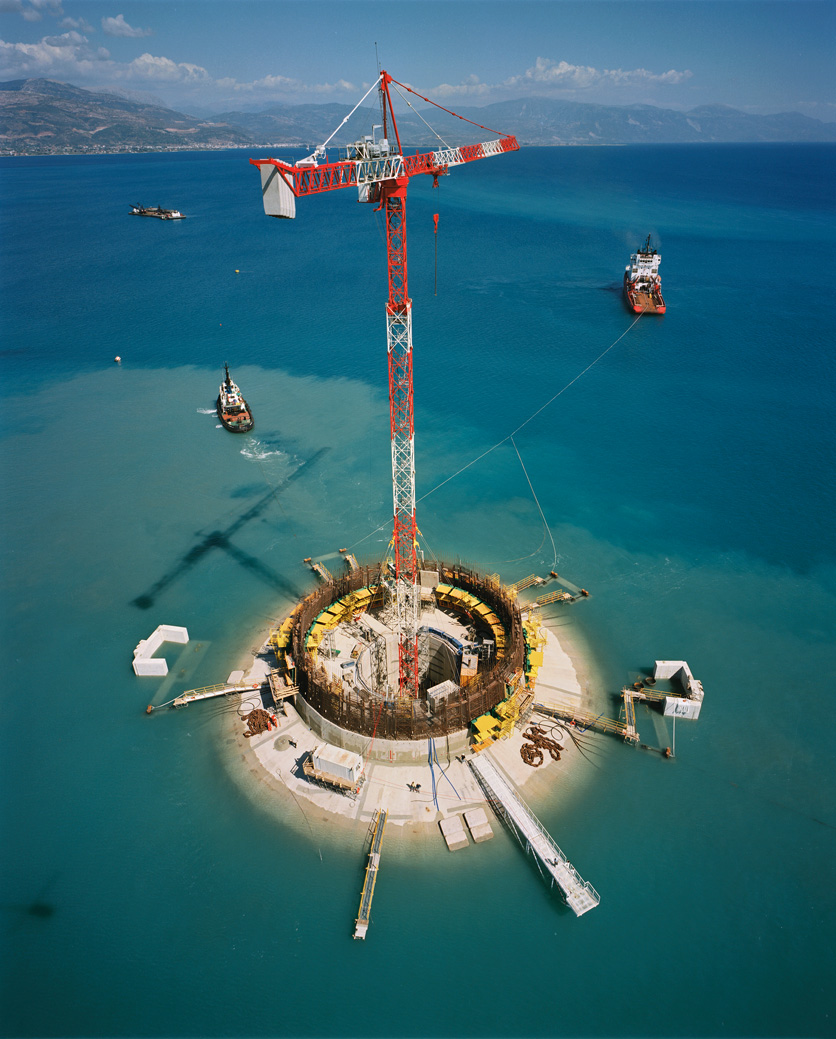
Schleppen eines schwimmenden Pfeilerfußes (ca. 2000)
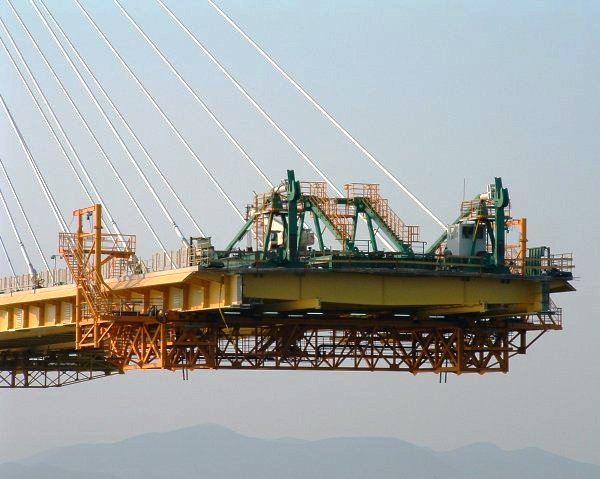
Detail (2002)
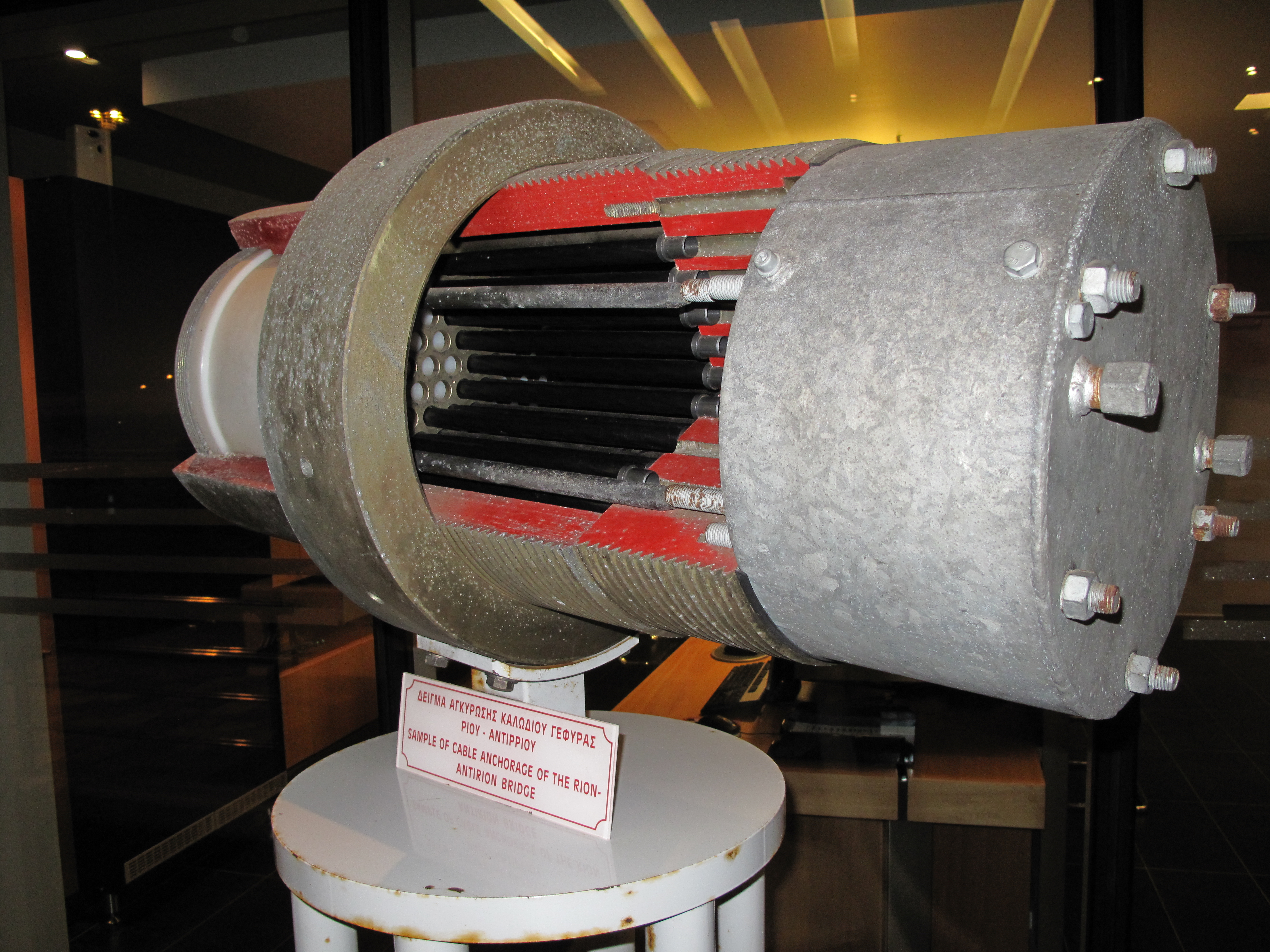
Muster der Seilverankerung (ausgestellt im Brückenmuseum)
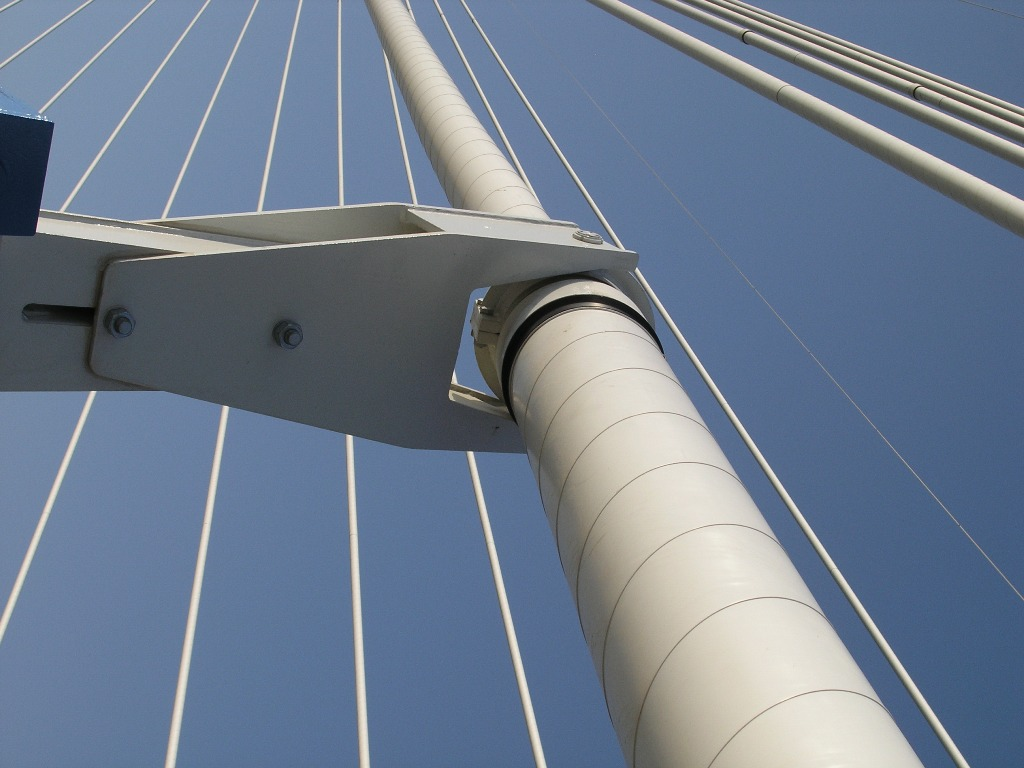
Tragseile

### Betriebszeit
Am 28. Januar 2005 wurde die Brücke aus Sicherheitsgründen zunächst für unbestimmte Zeit geschlossen. Nach Gewittern und Stürmen mit Windstärke 9 war eines der 368 Tragseile in Brand geraten und durchtrennt worden. Am 1. Februar wurde die Brücke wieder für den Verkehr freigegeben, aber bis zum Ende des Austausches des Tragseils mit nur einer Fahrspur pro Richtung.
Im Jahr 2005 erhielten das Bauwerk sowie die verantwortlichen Architekten und Ingenieure den Outstanding Civil Engineering Achievement Award der ASCE sowie 2006 den Outstanding Structure Award der IABSE.
Die Betriebszeit endet am 24. Dezember 2039 – 42 Jahre nach dem Inkrafttreten des Konzessionsvertrages. Die Brücke muss dann dem griechischen Staat in einem vertraglich fixierten Zustand übergeben werden.

## Lage

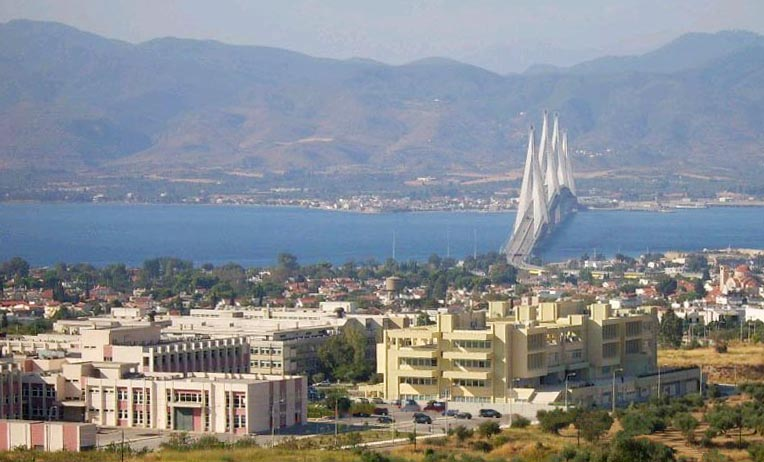
Blick vom Unicampus auf die Brücke

Während der Osten des griechischen Festlandes relativ gut erschlossen ist, war der dünn besiedelte und gebirgige Nordwesten des Landes kaum durch größere Straßen- und Eisenbahnverbindungen zu erreichen. In den späten 1990er Jahren wurden zwei große Autobahnbau-Projekte begonnen, die die Anbindung des Nordwestens verbessern sollen und in Ioannina beginnen. Das sind die Ost-West-Achse A2 (Egnatia Odos), die den Epirus mit Makedonien und Thrakien verbindet (diese ist weitestgehend fertiggestellt), sowie als Nord-Süd-Verbindung die A5 (Ionia Odos). Die Rio-Andirrio-Brücke soll die zukünftige A5 mit der bestehenden A8 auf dem Peloponnes verbinden, bis dahin wird die Brücke als Nationalstraße geführt (blaue Beschilderung).
Der Ort Rio ist ein östlicher Vorort von Patras und seit 1998 mit Eingemeindungen eine Stadt (Dimos). Hier befindet sich der Campus der Universität Patras. Neben der Autobahn befindet sich ein Bahnhof der meterspurigen Peloponnesischen Eisenbahn. Die im Bau befindliche regelspurige Neubaustrecke wird einen Haltepunkt in Rio haben.
Der Ort Andirrio ist wesentlich unbedeutender als Rio und bezieht seit je her seine Rolle nur als Übergang zum Peloponnes und als Hafen.

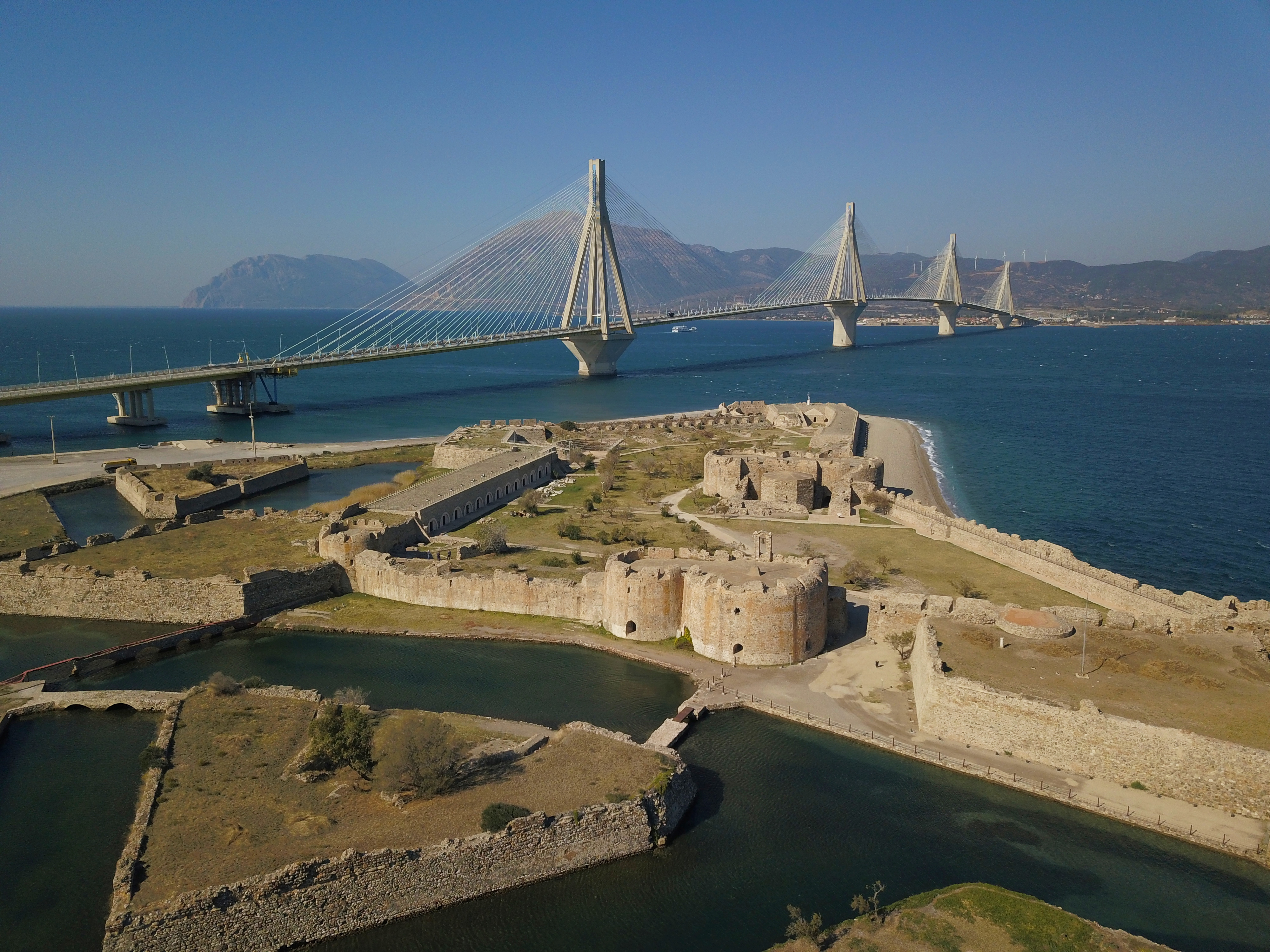
Die Festung Rio mit der Rio-Andirrio-Brücke

## Benutzung
Die Benutzung der Brücke ist mautpflichtig.
Bis zum Bau der Brücke standen für die Überquerung des Meeresarms nur Fähren zur Verfügung. Die Eigner der Fährschiffe wurden entschädigt, dürfen aber weiterhin die Strecke bedienen. Die Überfahrt (ca. 15 Minuten) kostet die Hälfte der Brückenmaut und bietet einen Blick auf die Brücke.